# Meloun pravý
Meloun pravý (známý i jako cukrový), anglicky Oriental melon – orientální meloun je skupina kultivarů Cucumis melo, které se pěstují ve východní Asii. Fylogenetické studie naznačují, že rostlina pocházela z východní Indie, poté se rozšířila do Číny přes Hedvábnou stezku, odkud se dostala do Koreje a Japonska. Chuť tohoto melounu je popisována na pomezí medového melounu a okurky. Je znatelně méně sladký než západní odrůdy melounu a obsahuje přibližně 90 % vody. Plody se běžně konzumují čerstvé; meloun se dá jíst vcelku, jelikož má tenkou slupku a drobná semena.

## Původ

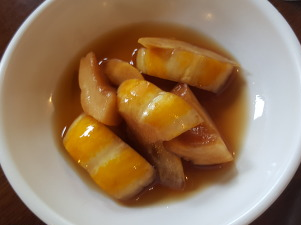
Čamö-džangačči – čamö nakládané s kořením

V Číně se orientálnímu melounu lokálně říká xiāng guā (香瓜, „voňavý meloun“). Ve starověku se také používaly názvy tián guā (甜瓜, „cukrový meloun“), gān guā (甘瓜, „sladký meloun“), nebo guǒ guā (果瓜, „ovocný meloun“), nicméně poslední dva názvy se v dnešní době používají jen zřídka a tián guā (甜瓜) se dnes používá pro meloun cukrový (Cucumis melo).
Korejský název čamö (참외) je složen ze slov čam, které znamená „pravý“ nebo „opravdový“ a ö, „okurka (meloun)“. Má se za to, že orientální meloun se do Koreje dostal z Číny během období Tří království. Toto ovoce je v Koreji populární už delší dobu a je považováno za typické ovoce léta. V korejské kuchyni se často připravuje jako příloha s názvem čamö-džangačči, kdy se meloun nakládá s kořením. V roce 2017 byly melouny v Koreji pěstovány na 41 943 hektarech země a úroda činila přibližně 166 281 tun plodů. Známým střediskem jihokorejské produkce těchto melounů je okres Sǒngdžu v Severním Kjongsangu; farmy v této oblasti tvoří 70 % produkce celé země.
V japonštině se používá název makuwa uri (真桑瓜). Ten je odvozen od jména vesnice Makuwa v provincii Mino (dnes součást Motosu (Gifu)), která ve 2. století proslula cukrovými melouny vysoké kvality. Dříve[kdy?] byly v Japonsku tyto melouny tak populární, že slovo uri (瓜), které znamená tykev nebo meloun, se používalo specificky pro cukrový meloun. Semena tohoto melounu byla nalezena na archeologických nalezištích období Džómon. Od roku 1925, kdy byly představeny západní melouny, popularita cukrových melounů u movitějších spotřebitelů klesala a v pozdním 20. století už byly známé spíše jako jídlo rolníků. Často se používají jako dar během festivalu Bon, který se koná v období sklizně melounů. Nezralé melouny se také často nakládají jako rozličné cukemono.
Rostlina patří do čeledi tykvovitých, je to jednoletá bylina, která se větví a pne. Stonek je hranatý a chlupatý a má 7 milimetrů v průměru. Listy jsou ledvinovité s 5–7 zářezy. Je andromonoecická (má oboupohlavné i tyčinkové květy), kvete žlutě. Taxonomicky tuto odrůdu prvně klasifikoval japonský botanik Tomitaro Makino jako Cucumis melo L. var. makuwa v roce 1928. Dnes je většinou považována za podskupinu kultivarů Cucumis melo skupiny Makuwa. Jméno, které navrhl Makino, zůstává dál jako synonymum.

## Pěstování
Orientální meloun roste nejlépe při teplotách 24–28 °C přes den a 16–24 °C v noci. Vyžaduje hodně slunečního světla a výživnou, vlhkou, ale zároveň dobře propustnou půdu. Je odolný vůči suchu, ale pro optimální růst vyžaduje dostatečné množství vody.
- Semínka
- Sazeničky (6 dnů)
- Mladé rostlinky (12 dnů)
- Nezralý meloun
- Zralý meloun
- Květ
- Listy
- Ovoce
- Kolmo rozkrojený meloun
- Podélně rozkrojený meloun

## Odrůdy
Cukrový meloun má mnoho odrůd.

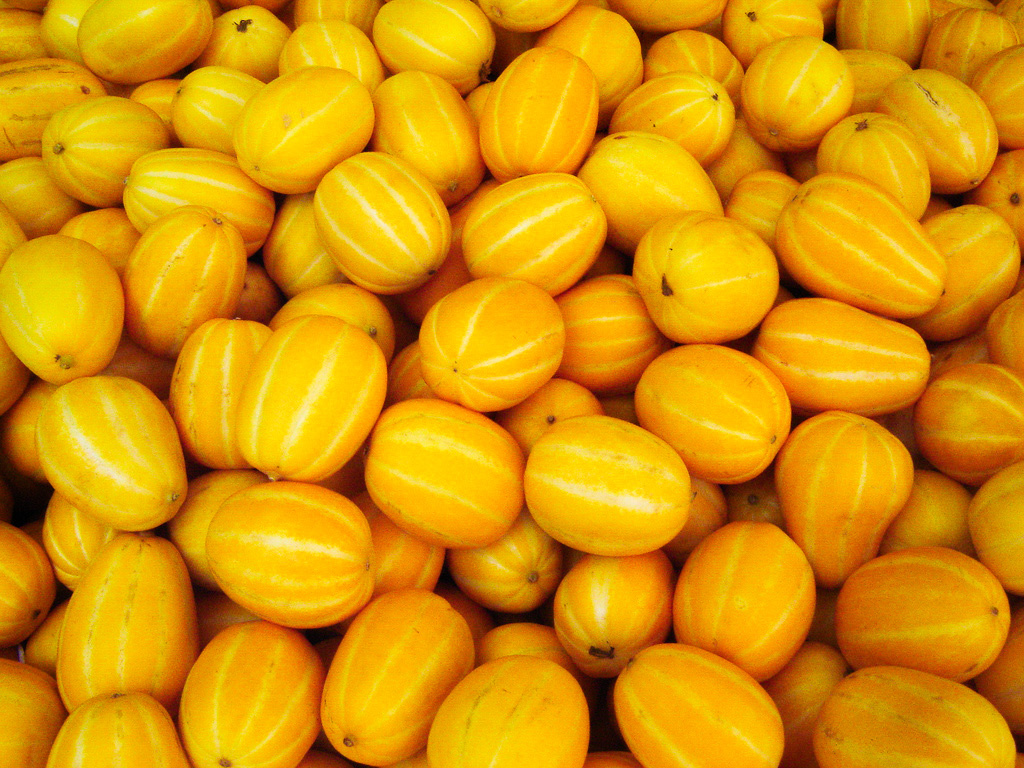
Kǔmssaragi-čamö

Nejznámější odrůda se jmenuje ginsen makuwa (銀泉まくわ) v japonštině a ǔnčǒn-čamö (은천참외) v korejštině. Ǔnčǒn je korejské čtení čínských znaků, které jsou použité pro japonský název. Tato odrůda melounu byla vypěstována ve městě Tojama v Japonsku, kde je teď uznávána za tradiční zeleninu. Do Koreje se dostala v roce 1957 a rychle se stala hlavní prodávanou odrůdou, kterou zůstává i dnes (2018). Odrůdy vypěstované z ǔnčǒn zahrnují šin-ǔnčǒn („nový ǔnčǒn“), vyšlechtěný v 70. letech, a kǔmssaragi-ǔnčǒn („ǔnčǒn se zlatým práškem“), vyšlechtěný v roce 1984, který dnes převládá. Tento meloun je žlutý, dlouhý okolo 15 cm a váží okolo 450 g. Je hladký a podlouhlý, s bílými proužky podél celého melounu. Má bílou dužinu, která je šťavnatá a sladká a má v sobě malá semínka.
Další kultivary mají zelenou nebo slonovinovou barvu a jsou kulatého nebo podlouhlého tvaru.
Čamö má v Koreji dvě hlavní krajové odrůdy: sǒnghwan-čamö (성환참외, podle jména města), také známé jako käguri-čamö (개구리참외, žabí čamö) a kotgam-čamö (곳감참외).Sǒnghwan-čamö je někdy řazen pod jinou skupinu kultivarů, Cucumis melo Chinensis. Kotgam-čamö získal jméno podle toho, že má vůni sušeného kaki (korejsky kotgam). Tyto dvě krajové odrůdy obsahují více živin a jsou víc rezistentní než jiné odrůdy.
Odrůda jménem Zlatá Makuwa (黄金まくわ) je uznávána státní správou Prefektury Nara jako „zelenina Yamato“ (大和野菜). Jde o označení, které ukazuje na její důležitost pro zemědělskou a kulinární tradici toho kraje. Má zlatou slupku, bílou dužinu a většinou váží okolo 300 g. V roce 1955 tvořila Zlatá Makuwa 85,6 % všech melounů (západních i orientálních), které se prodaly na hlavním městském trhu v Osace.
Další odrůda, Nový Meloun (ニューメロン), je kulatý, má zeleno-žlutou dužinu, a většinou váží přibližně 300–400 g. V roce 1962 společnost Sakata Seed zkřížila tuto odrůdu s melounem Charentais, druhem francouzského cukrového melounu, aby vytvořila odrůdu Prince Melon (プリンスメロン), která se rychle stala hlavní prodávanou odrůdou v Japonsku. Tyto melouny váží 500–600 g, mají šedo-bílou slupku a oranžovou dužinu. Vývoj sladších a snadněji pěstovatelných odrůd křížených melounů, obzvlášť Prince, vedl k poklesu pěstování orientálních melounů v Japonsku.
- Ginsen-makuwa z Japonska
- Käguri-čamö (žabí čamö) z Koreji
- Nový meloun z Japonska
- Ōgon-makuwa (zlatá makuwa) z Japonska
- Sagwa čamö (jablečné čamö) z Koreji
- Prince Melon prodávaný Japonsku
- Čamö-džangačči prodávané na trhu Namdaemun v Soulu, Korea

## Kulturní význam
Národní poklady Jižní Koreji číslo 94 a 114 jsou oba tvarované ve tvaru cukrových melounů. V okrese Sǒngdžu v Koreji je Ekologické centrum cukrových melounů, vytvořené pro vzdělání veřejnosti o kultivaci tohoto ovoce. Každý rok se pořádá Festival Cukrových melounů v Kǔmsa v Jǒdžu, kde mohou návštěvníci ochutnat různé melouny.
V Buson yōkai emaki (kolekce svitků s obrázky japonských jókaiů), umělce Josa Buson, ze 17. století je zařazeno vyobrazení „příšery cukrového melounu“ (真桑瓜のばけもの, makuwauri no bakemono).
Na stanici Kitaga-Makuwa ve městě Motosu v Japonsku, na místě bývalé vesnice Makuwa, byla postavena cedule propagující „rodiště cukrového melounu“.
- Tisk cukrových melounů na popínavce
- Keramická nádoba ve tvaru melounu z období Korjo (918–1392), v Korejském národním muzeu
- Keramická nádoba ve tvaru melounu vykládaná obrázky pivoněk a chryzantém, z období Korjo, v Korejském národním muzeu
- Keramická konvice ve tvaru melounu z období Korjo, v Metropolitním muzeu umění
- Keramická konvice ve tvaru melounu z období Korjo, v Metropolitním muzeu umění
- Lakovaná krabička ve tvaru melounu z dynastie Čoson, v Losangeleském muzeu umění
- Kresba “strašidla cukrového melounu” z 18. století od umělce Buson Josa
- Věž cukrového melounu v oblasti Ječǒn, Korea
- Japonský melonpan (sladký bochánek) měl původně tvar cukrového melounu